# Cooleyhighharmony
Albums de Boyz II Men
Christmas Interpretations
(1993)
Cooleyhighharmony est le premier album, du groupe de Boyz II Men, sorti en 1991 sur le label Motown. Produit par Michael Bivins de New Edition, et Bell Biv DeVoe, l'album contient des singles à succès comme "Motownphilly" et "It's So Hard to Say Goodbye to Yesterday", une reprise de G.C. Cameron issue de la bande originale de Cooley High qui fut dédiée à la mémoire du manager de leur tournée Khalil Roundtree, assassiné à Chicago en 1992.
Cooleyhighharmony débuta à la 58e place du classement Billboard 200 mais, quelques mois plus tard, atteignit la 3eplace des classements américains et la 7e place des classements britanniques, étant même réédité en 1993 avec beaucoup d'autres nouveaux titres et de remixes, de telle manière que le groupe devint 1er aux Hits américains grâce à leur titre End of the Road, issu de la bande originale du film Boomerang.
En octobre 2004, Motownphilly apparut dans le jeu vidéo Grand Theft Auto: San Andreas, étant diffusé sur une radio de new jack swing fictive "CSR 103.9".

## Liste des titres
1. "Please Don't Go" 4:26
2. "Lonely Heart" 3:42
3. "This Is My Heart" 3:26
4. "Uhh Ahh" 3:51
5. "It's So Hard to Say Goodbye to Yesterday" 2:51
6. "Motownphilly" 3:55
7. "Under Pressure" 4:15
8. "Sympin'" 4:25
9. "Little Things" 4:04
10. "Your Love" 5:50

## Liste des titres (réédition)
1. "Al Final del Camino (End of the Road)" [Version espagnole]
2. "Please Don't Go"
3. "Lonely Heart"
4. "This Is My Heart"
5. "Uhh Ahh" [Version Sequel]
6. "It's So Hard to Say Goodbye to Yesterday"
7. "In the Still of the Night (I'll Remember)"
8. "Motownphilly" [Version Radio remixée]
9. "Under Pressure"
10. "Sympin'" [Version Radio remixée]
11. "Little Things"
12. "Your Love"
13. "Motownphilly" [Version originale]
14. "Sympin'" [Version originale]
15. "Uhh Ahh" [Version originale]
16. "It's So Hard to Say Goodbye to Yesterday" [Version Radio]
17. "End of the Road" [LP Version]

## Information sur l'album (1991)

### Informations techniques
Edition britannique (CD)
Numéro de catalogue: MOTD-6320
AAD
(P) © 1991 Motown Record Company, L.P., 6255 Sunset Blvd., Los Angeles, CA 90028
Distribué par Uni Distribution Corp.

### Informations sur les titres
Chants et Chœurs: Boyz II Men
1. "Please Don't Go" – 4:24 BMI
  - Produit par Dallas Austin pour Diva One Productions
  - Ecrit et arrangé par Nathan Morris
    - Sample et programmation MIDI: Rich Sheppard
    - Piano et Percussions: Dallas Austin
2. "Lonely Heart" – 3:39 BMI
  - Produit par Dallas Austin pour Diva One Productions
  - Ecrit et arrangé par Nathan Morris
    - Sample et programmation MIDI: Rich Sheppard
    - Voix féminine: Nichole Williams
3. "This Is My Heart" – 3:23 BMI
  - Produit par  Dallas Austin pour Diva One Productions
  - Ecrit par Wanya Morris, Shawn Stockman
  - Arrangé par Dallas Austin, Wanya Morris, Nathan Morris, Shawn Stockman
    - Sample et programmation MIDI: Rich Sheppard
    - Guitare acoustique: Rich Criniti of Blackeyed Susan
4. "Uhh Ahh" – 3:49 ASCAP/BMI
  - Produit par Dallas Austin pour Diva One Productions
  - Ecrit par Nathan Morris, Wanya Morris, Michael Bivins
  - Arrangé par Wanya Morris, Nathan Morris
    - Sample et programmation MIDI: Rich Sheppard
    - Voix féminine: Nakia Keith
5. "It's So Hard to Say Goodbye to Yesterday" – 2:48 BMI
  - Produit par Dallas Austin pour Diva One Productions
  - Ecrit par  Freddie Perren, Christine Yarian
  - Arrangé par Dallas Austin, Boyz II Men
    - Sample et programmation MIDI: Rich Sheppard
6. "Motownphilly" – 3:55 ASCAP/BMI
  - Produit par Dallas Austin pour Diva One Productions
  - Ecrit par Dallas Austin, Michael Bivins, Nathan Morris, Shawn Stockman
  - Arrangé par Michael Bivins, Nathan Morris, Shawn Stockman
    - Sample et programmation MIDI: Rich Sheppard
    - Rap: Michael Bivins

  - Michael Bivins appears courtesy of MCA Records, Inc.
7. "Under Pressure" – 4:13 ASCAP/BMI
  - Produit par Dallas Austin pour Diva One Productions
  - Ecrit et arrangé par  Dallas Austin, Nathan Morris
    - Sample et programmation MIDI: Rich Sheppard
8. "Sympin'" – 4:23 ASCAP/BMI
  - Produit par Dallas Austin pour Diva One Productions
  - Ecrit et arrangé par Nathan Morris, Shawn Stockman, Dallas Austin
    - Sample et programmation MIDI: Rich Sheppard
9. "Little Things" – 4:01 ASCAP
  - Produit par The Characters: Troy Taylor & Charles Farrar pour Character Productions, Inc.
  - Ecrit par Troy Taylor
    - Batterie, Percussions, Guitare basse, Piano acoustique, et Claviers: Troy Taylor
    - Batterie par: Dallas Austin
    - Programmation de la batterie: Rich Sheppard
    - Arrangement rythmique et vocale: Troy Taylor
10. "Your Love" – 5:50 ASCAP
  - Produit par The Characters: Troy Taylor & Charles Farrar pour Character Productions, Inc.
  - Ecrit par Troy Taylor
    - Batterie, Percussions, Guitare basse, Piano acoustique, Claviers : Troy Taylor
    - Arrangement rythmique et vocal: Troy Taylor

### Informations sur la production
- Producteurs délégués: Michael Bivins pour Biv Entertainment, Vida Sparks
- Chef exécutif Administrateur en chef: Jheryl Busby
- Lieu d'enregistrement :
  - Studio 4, Philadelphie, PA
  - Soundworks Studio, New York, NY
  - Doppler Studios, Atlanta, GA
- Ingénieurs d'enregistrement :
  - Dave Way
  - Dennis Mitchell
  - Darin Prindle
  - Chris Trevett
  - Steve Schwartzberg
  - Jim "Jiff" Hinger
  - Mark Partis
- Produit par :  Dallas Austin
- Lieu de mixage :
  - Soundworks Studio, New York, NY
  - Soundtract Studio, New York, NY
  - Doppler Studios, Atlanta, GA
- Masterisation : Chris Bellman
- Lieu de masterisation : Bernie Grundman Mastering
- Directeur de la création : Michael Bivins
- Directeur artistique : Stephen Meltzer
- Design : Kate Wellman
- Designer assistant : Elizabeth Matbeny
- Directeur A&R : Vida Sparks
- Assistant : Darrale Jones
- Assistant administratif : Dianne Johnson
- Photographie : Butch Belaire
- Coiffure et maquillage : Helene Andersson
- Styliste : Agnes Baddoo

## Information sur l'album (1993)

### Informations techniques
Edition américaine(CD)
- Numéro de catalogue: D111415 (314-530231-2)
- (P) 1991 Motown Record Company, L.P., Los Angeles, CA 90028 (Excepté les titres: 1, 7, 10, 17)
- (P) © 1993 Motown Record Company, L.P., Los Angeles, CA 90028
- Produit par PolyGram et marketisé par PolyGram Latino

### Informations sur les titres
Chants et Chœurs: Boyz II Men
1. "Al Final del Camino (End of the Road)" [Spanish Version]
  - Produit par K. C. Porter
    - Ingénieur de mixage: Tony "Jiff" Peluso
2. "Please Don't Go" – 4:24
  - Produit par Dallas Austin pour Diva One Productions
  - Ecrit et arrangé par Nathan Morris
    - Sample et Programmation MIDI: Rich Sheppard
    - Piano et Percussions: Dallas Austin

Publié par Mike Ten Publishing (BMI)
3. "Lonely Heart" – 3:39
  - Produit par Dallas Austin pour Diva One Productions
  - Ecrit et arrangé par Nathan Morris
    - Sample et Programmation MIDI: Rich Sheppard
    - Piano: Dallas Austin
    - Voix féminine: Nichole Williams

Publié par Mike Ten Publishing (BMI)
4. "This Is My Heart" – 3:23
  - Produit par Dallas Austin pour Diva One Productions
  - Ecrit par Wanya Morris, Shawn Stockman
  - Arrangé par Dallas Austin, Wanya Morris, Shawn Stockman
    - Sample et Programmation MIDI: Rich Sheppard
    - Guitare acoustique: Rich Criniti of Blackeyed Susan

Publié par Mike Ten Publishing (BMI)
5. "Uhh Ahh" [Version Sequel] – 4:13
  - Produit par  Boyz II Men pour Biv Entertainment
    - Coproduit par Fred Jenkins pour Sunnyland Productions

  - Ecrit par Nathan Morris, Wanya Morris, Michael Bivins
  - Arrangé par Wanya Morris, Nathan Morris
    - Sample et Programmation MIDI:  Rich Sheppard
    - Voix féminine: Nakia Keith

Publié par Biv Ten Publishing (ASCAP)/Mike Ten Publishing (BMI)
6. "It's So Hard to Say Goodbye to Yesterday" [Version originale] – 2:48
  - Produit par Dallas Austin pour Diva One Productions
  - Ecrit par Freddie Perren, Christine Yarian
  - Arrangé par Dallas Austin, Boyz II Men
    - Sample et Programmation MIDI:  Rich Sheppard

Publié par Jobete Music
7. "In the Still of the Night (I'll Remember)" – 2:51
  - Produit par Boyz II Men pour Biv Entertainment
  - Ecrit par  F. Parris

Publié par Llee Corp. (BMI)
8. "Motownphilly" [Edition Radio remixée] – 3:59
  - Produit par Camille Hinds, Steve Jervier, Paul Jervier
  - Ecrit par  Dallas Austin, Michael Bivins, Nathan Morris, Shawn Stockman
  - Arrangé par Michael Bivins, Nathan Morris, Shawn Stockman
    - Sample et Programmation MIDI: Rich Sheppard
    - Rap: Michael Bivins

Apparition de Michael Bivins, MCA Records, Inc.
Publié par Diva One Music/Biv Ten Publishing/Mike Ten Publishing (ASCAP/BMI)
9. "Under Pressure" – 4:13
  - Produit par  Dallas Austin pour Diva One Productions
  - Ecrit par  Dallas Austin
  - Arrangé par Dallas Austin, Nathan Morris
    - Sample et Programmation MIDI: Rich Sheppard

Publié par Diva One Music (ASCAP)
10. "Sympin'" [Edition Radio remixée] – 3:59
  - Produit par Rico Anderson pour Biv Entertainment
  - Ecrit par Dallas Austin, Nathahn Morris, Shawn Stockman, Michael Bivins, Wanya Morris
  - Arrangé par Nathan Morris, Shawn Stockman, Dallas Austin
    - Sample et programmation MIDI: Rich Sheppard

Publié par Diva One Music/Biv Ten Pulishing (BMI)
11. "Little Things" – 4:01
  - Produit par The Characters: Troy Taylor & Charles Farrar pour Character Productions, Inc.
  - Ecrit par Troy Taylor
    - Batterie, Percussion, Bass, Acoustic Piano, et Claviers: Troy Taylor
    - Batterie by: Dallas Austin
    - Drum Programming: Rich Sheppard
    - Arrangement rythmique et vocal: Troy Taylor

Publié par Chrysalis Music/Kharatroy Music (ASCAP)
12. "Your Love" – 5:50
  - Produit par The Characters: Troy Taylor & Charles Farrar pour Character Productions, Inc.
  - Ecrit par Troy Taylor
    - Batterie, Percussion, Bass, Acoustic Piano, et Claviers: Troy Taylor
    - Arrangement rythmique et vocal: Troy Taylor

Publié par Chrysalis Music/Kharatroy Music (ASCAP)
13. "Motownphilly" [Version originale] – 3:55
  - Produit par Dallas Austin pour Diva One Productions
  - Ecrit par Dallas Austin, Michael Bivins, Nathan Morris, Shawn Stockman
  - Arrangé par Michael Bivins, Nathan Morris, Shawn Stockman
    - Sample et programmation MIDI: Rich Sheppard
    - Rap: Michael Bivins

Michael Bivins appears courtesy of MCA Records, Inc.
Publié par Diva One Music/Biv Ten Pulishing/Mike Ten Publishing (ASCAP/BMI)
14. "Sympin'" [Version originale] – 4:23
  - Produit par Dallas Austin pour Diva One Productions
  - Ecrit par Dallas Austin, Nathan Morris, Shawn Stockman
  - Arrangé par Nathan Morris, Wanya Morris, Michael Bivins
    - Sample et programmation MIDI: Rich Sheppard
    - Voix féminine: Nakia Keith

Contient des samples de la bande originale de James Bond
Publié par Biv Ten Publishing/Mike Ten Publishing (ASCAP/BMI)
15. "Uhh Ahh" [Version originale] – 3:49
  - Produit par Dallas Austin pour Diva One Productions
  - Ecrit par Nathan Morris, Wanya Morris, Michael Bivins
  - Arrangé par Wanya Morris, Nathan Morris
    - Sample et programmation MIDI: Rich Sheppard
    - Voix féminine: Nakia Keith

Publié par Biv Ten Publishing/Mike Ten Publishing (ASCAP/BMI)
16. "It's So Hard to Say Goodbye to Yesterday" [Version Radio] – 3:06
  - Produit par Rex Salas, Boyz II Men
  - Ecrit par Freddie Perren, Christine Yarian
  - Arrangé par Dallas Austin, Boyz II Men
    - Sample et programmation MIDI: Rich Sheppard

Publié par Jobete Music
17. "End of the Road" [LP Version] – 5:50
  - Produit par L.A. Reid, Babyface
    - Coproduit par Daryl Simmons

  - Ecrit par L.A. Reid, Babyface, Daryl Simmons

Publié par Kear Music/Ensign Music Corp./Green Skirt Music (BMI)

### Production information
- Producteur Délégué: Michael Bivins pour Biv Entertainment, Vida Sparks
- Producteur Délégué (Piste 7): Suzanne De Passe, Steve McKeever
- Producteur Délégué (Piste 17): Antonio M. Reid, Kenneth B. Edmonds
- Chef exécutif Administrateur en chef: Jheryl Busby

### Album chartings
1st Week: #58